# 国際連合ボスニア・ヘルツェゴビナ・ミッション
国際連合ボスニア・ヘルツェゴビナ・ミッション（こくさいれんごうボスニア・ヘルツェゴビナ・ミッション United Nations Mission in Bosnia and Herzegovina,UNMIBH）はボスニア・ヘルツェゴビナに展開した国際連合平和維持活動。デイトン合意によるボスニア・ヘルツェゴビナ紛争終結を受けて、ボスニア・ヘルツェゴビナの和平回復支援を任務としている。

## 概要
1995年12月21日の国際連合安全保障理事会決議1035により設立された国際連合国際警察任務部隊(United Nations International Police Task Force,IPTF)を前身としている。間もなく、IPTFは国際連合ボスニア・ヘルツェゴヴィナ・ミッション(UNMIBH)に改編され、ボスニア・ヘルツェゴビナにおける警察。司法機関の回復・訓練およびその活動の監視などを主任務とした。最大規模は文民警察官約2,000名。ボスニア・ヘルツェゴビナには停戦監視などを任務としていた国際連合保護軍(UNPROFOR)も展開していたが、これは1995年12月以降、和平履行部隊(IFOR)や平和安定化部隊(SFOR)に任務を引き継いでいる。
UNMIBHは2002年12月31日に活動を終了し、それ以降は欧州連合警察ミッション(European Union Police Mission,EUPM)に任務を引き継いでいる。